# هانا هرتزشبرونغ
هاننا هرزسبرنج (بالألمانية: Hannah Herzsprung )‏ (و. 1981  م) هي ممثلة أفلام ألمانية، ولدت في هامبورغ.

## جوائز
حصلت على جوائز منها:
- جائزة الفيلم الألماني [الإنجليزية]‏.

## وصلات خارجية
- هاننا هرزسبرنج على موقع IMDb (الإنجليزية)
- هاننا هرزسبرنج على موقع ميتاكريتيك (الإنجليزية)
- هاننا هرزسبرنج على موقع روتن توميتوز (الإنجليزية)
- هاننا هرزسبرنج على موقع مونزينجر (الألمانية)
- هاننا هرزسبرنج على موقع قاعدة بيانات الأفلام العربية
- هاننا هرزسبرنج على موقع ألو سيني (الفرنسية)
- هاننا هرزسبرنج على موقع ميوزك برينز (الإنجليزية)
- هاننا هرزسبرنج على موقع تيرنر كلاسيك موفيز (الإنجليزية)
- هاننا هرزسبرنج على موقع أول موفي (الإنجليزية)
- هاننا هرزسبرنج على موقع قاعدة بيانات الأفلام السويدية (السويدية)